# 敦井産業
敦井産業株式会社（つるいさんぎょう、英:TSURUI SANGYO CORPORATION）は新潟県新潟市中央区に本社を置く、燃料、建材、管材、金属、機械などを扱う商社。

## 沿革
- 1923年11月 - 敦井榮吉が石炭販売を目的とする敦井榮吉商店を創業
- 1952年7月 - 資本金1,000万円にて株式会社敦井商店に改組（その後、増資を繰り返し、1978年6月に現資本金7億円に増資）
- 1955年10月 - 新潟大火により本店焼失
- 1967年
  - 2月 - 敦井資材販売株式会社設立
  - 3月 - 敦井興業株式会社設立（現-敦井セメント興業）
- 1970年4月 - 敦井産業株式会社に社名変更
- 1973年4月 - 敦井石油販売株式会社設立
- 1976年6月 - 新潟資源開発株式会社設立
- 1981年1月 - 新潟ゼロックス販売株式会社設立
- 1990年5月 - プラス株式会社他2社と共同出資で新潟プラス株式会社設立
- 1998年1月 - 鈴江コーポレーション株式会社、中越運送株式会社と  共同出資で新潟国際コンテナトランスポート株式会社を設立
- 1999年2月 - テック横浜化工株式会社設立
- 2002年5月 - フューチャーリンク株式会社設立

## 関連会社
- 北陸ガス株式会社
- 北栄建設株式会社
- 蒲原ガス株式会社
- 北陸天然ガス興業株式会社
- 北陸不動産株式会社
- 新潟国際コンテナトランスポート株式会社
- 株式会社エイワ
- 敦井石油販売株式会社
- 敦井資材販売株式会社
- 株式会社テック横浜化工
- 敦井物流株式会社